# بافت آبکش

مقطع ساقهٔ یک گیاه کتان:
۱. مغز ساقه (Pith)
۲. چوب زودرس (Protoxylem)
۳. بافت چوبی (Xylem)
۴. بافت آبکش (Phloem)
۵. بافت سخت (Sclerenchyma)
۶. پوسته (Cortex)
۷. روپوست (Epidermis)

بافت آبکش (به انگلیسی: Phloem): به بافت زنده‌ای در گیاهان آوندی که مواد غذایی آلی را (به ویژه شکری به نام ساکارز) به همه نقاطی که گیاه آن را لازم دارد می‌رساند بافت آبکش گفته می‌شود.
بافت آبکش در درخت‌ها درونی‌ترین لایه پوست درخت است.

## مکانیزم انتقال در آوند آبکش
مکانیزم‌های فعال و غیرفعال پیشنهادی، جهت توجیه انتقال در آوند آبکش:
نظریات مرتبط با انتقال در آوند آبکش را می‌توان به دو دسته فعال و غیرفعال تقسیم‌بندی کرد. فرض هر دو نوع نظریه بر این است که بارگیری در منبع و جذب در مخزن مستلزم صرف انرژی است با این تفاوت که نظریات فعال معتقد به صرف انرژی برای فرایند انتقال هستند و حال آنکه نظریات غیرفعال بر این باورند که انرژی، تنها برای حفظ کارایی عناصر غربالی و نه برای تحریک فرایند انتقال لازم است.
یکی از اصلی‌ترین نظریات فعال آن است که مواد محلول موجود در یک سوی عنصر غربالی، به کمک جریان‌های سیتوپلاسمی و حرکت‌های دورانی پروتوپلاسم، به سوی دیگر آن حرکت کرده و از طریق برخی مکانیزم‌های ناشناخته از خلال صفحه غربالی عبور می‌کنند. از آنجا که هرگز جریان‌های سیتوپلاسمی در عناصر غربالی بالغ و در حال کار رویت نشده‌است لذا باید این نظریه را مردود دانست. افزون بر این هیچ شاهدی مبنی بر حضور رشته‌های نازک اکتین، که در عمل جریان‌های سیتوپلاسمی در سایر سلول‌های گیاهی دخیلند وجود ندارد. مدل فعال اولیه دیگر برای انتقال در آوند آبکش بیانگر آن است که پروتئین P، همانند رشته‌های نازک اکتین در ماهیچه‌ها و میکروتوبول‌ها در مژکداران و تاژکداران، قادر است از طریق برخی حرکات دودی و انقباضی، نیروی محرکه لازم برای حرکت مواد محلول را فراهم سازد، هر چند که شواهدی مبنی بر شباهت پروتئینP به اکتین یا توبولین وجود ندارد.
نوع دوم نظریه فعال بر این اعتقاد است که انرژی سبب می‌شود که مواد محلول از طریق صفحه غربالی، از یک عنصر غربالی به عنصر دیگر راه یابند. از آنجا که براساس تصاویر الکترونی بافت آبکش، این گونه به نظر می‌رسد که منافذ مؤثر در انجام نقش صفحه غربالی عموماً با کالوز و پروتئین P مسدود می‌شوند، لذا وجود مکانیزم انتقال فعال مواد محلول الزامی است اگر به هنگام کار، منافذ صفحه غربالی واقع در بین دو عنصر غربالی بسته شوند، آن گاه مدل‌های غیرفعال انتقال بر مبنای جریان توده‌ای مواد محلول، غیرممکن خواهد بود. همان‌طور که بعداً خواهیم دید انسداد ظاهری منافذ صفحه غربالی در این تصویر، مصنوعی و ناشی از روش تثبیت نمونه می‌باشد به هنگام کار، منافذ صفحه غربالی واقعاً بازند و بنابراین وجود مکانیزم انتقال فعال مواد حل شونده در طول صفحات غربالی ضرورتی ندارد. براساس فرضیه جریان فشار، انتقال در آوند آبکش به کمک شیب فشار از منبع به مخزن انجام می‌گیرد
نظریات غیرفعال انتقال، فرضیات انتشار و جریان فشار را شامل می‌شوند. انتشار کندتر از آن است که بتوان روی سرعت حرکت مواد محلول مشاهده شده در آوند آبکش تأکید کرد سرعت انتقال در آوند آبکش ۱ متر در ساعت است، حال آنکه سرعت انتشار ۱ متر در ۸ سال می‌باشد!
از سوی دیگر، فرضیه جریان فشار به عنوان محتمل‌ترین مکانیزم انتقال در آوند آبکش پذیرفته شده‌است این فرضیه نخستین بار به وسیله مانچ در سال ۱۹۳۰ ارائه شده و بیانگر آن است که جریان محلول در عناصر غربالی، تحت اثر اختلاف شیب اسمزی بین مخزن و منبع صورت می‌گیرد. اختلاف فشار به دلیل انجام بارگیری در منبع و تخلیه در مخزن تداوم می‌یابد. بارگیری آوند آبکش سبب افزایش فشار اسمزی عناصر غربالی در بافت منبع شده و این امر افت شدید پتانسیل آب را در پی دارد. در پاسخ به این شیب پتانسیل آب آب وارد عناصر غربالی می‌شود و فشار تورژسانس آن را افزایش می‌دهد. در انتهای مسیر انتقال، تخلیه موجب کاهش فشار اسمزی عناصر غربالی در بافت مخزن می‌شود. همزمان با افزایش پتانسیل آب آوند آبکش و برتری آن بر آوند چوبی، آب در پاسخ به شیب پتانسیل آب، آوند آبکش را ترک می‌کند و این امر، کاهش فشار تورژسانس عناصر غربالی آبکش مخزن را در پی دارد.
اگر در طول مسیر انتقال هیچ دیواره‌ای وجود نداشت (که وجود دارد) و اگر تمام مسیر انتقال یک جزء غشایی واحد بود آنگاه اختلاف فشار منبع و مخزن به سرعت به تعادل می‌رسید، اما وجود صفحات غربالی مقاومت مسیر را به شدت افزایش می‌دهد و منجر به تولید و حفظ اختلاف فشار بین عناصر غربالی منبع و مخزن می‌شود. از دیدگاه فیزیکی، جریان توده‌ای درست همانند حرکت آب از درون یک لوله آبرسانی، محتویات عناصر غربالی را در طول مسیر انتقال به جلو می‌راند. توجه کنید که براساس این مدل، در سرتاسر گیاه مقداری از آب بین مسیرهای تعرق (آوند چوبی) و انتقال (آوند آبکش) در حال چرخش است.
از بررسی دقیق مقادیر پتانسیل آب در این گونه بر می‌آید که حرکت رو به بالای آب در آوند آبکش تحت اثر شیب پتانسیل آب از منبع به مخزن صورت می‌گیرد این حرکات آب، قوانین ترمودینامیک را لغو نمی‌کند، چرا که حرکت آب بیشتر به کمک جریان جرمی و نه پتانسیل اسمزی، صورت می‌گیرد. ضمن انتقال مواد از یک لوله غربالی به لوله دیگر، هیچ غشایی قطع نمی‌شود و مواد نیز با سرعتی معادل سرعت آب حرکت می‌کنند. تحت چنین شرایطی، فشار اسمزی، گرچه پتانسیل آب را تحت تأثیر قرار می‌دهد، اما هیچ نقشی در ایجاد نیروی محرکه لازم برای حرکت آب ندارد؛ بنابراین حرکت آب در مسیر انتقال بیشتر براساس شیب فشار و نه شیب پتانسیل آب صورت می‌گیرد. البته بدون هیچ تردیدی انتقال فشاری غیرفعال در مسیرهای طولانی در لوله‌های غربالی تماماً به مکانیزم‌های انتقال فعال دخیل در بارگیری و تخلیه آوند آبکش وابسته‌است. این مکانیزم‌های فعال، مسئول برقراری شیب فشار در اولین نقطه هستند.

## پیشگویی های از مدل جریان فشاری
از آنجا که فرضیه جریان فشاری مورد قبول عموم است، باید در ارتباط با پیشگویی‌های مبتنی بر این مدل، به برخی نکات توجه کرد اول آنکه منافذ عناصر غربالی نباید بسته باشند چرا که اگر پروتئین P یا هر ماده دیگر این منافذ را مسدود کند، مقاومت در برابر جریان عناصر غربالی به سرعت افزایش می‌یابد. دوم آنکه در یک عناصر غربالی واحد انتقال دو جهته واقعی (یعنی انتقال در هر دو جهت) رخ نمی‌دهد. جریان توده‌ای محلول، مانع از انتقال دو جهته می‌شود، چرا که در یک لوله، محلول تنها می‌تواند در یک جهت حرکت کند! در آوند آبکش، حرکت دو جهته مواد محلول تنها در دستجات آوندی مختلف یا عناصر غربالی متفاوت میسر است سوم اینکه با توجه به فرضیه جریان فشاری که یکی از نظریات غیرفعال است صرف انرژی زیاد برای انتقال مواد در بافت‌های مسیر لازم نیست. در این مسیر، انرژی تنها برای نگهداری ساختمان عناصر غربالی و سلامت غشای سلول لازم است بنابراین چنانچه در بافت‌های مسیر، تیمارهایی نظیر درجه حرارت کم، اکسیژن کم و بازدارنده‌های متابولیکی که فراهمی ATP را کاهش می‌دهند اعمال شود. نباید انتقال متوقف شود. توجه داشته باشید که در ارتباط با وابستگی مکانیزم انتقال انرژی، دلیلی در دست نیست که مواد بازدارنده، انتقال را از طریق اضمحلال ساختمانی غشا و سلول و نه تنها از طریق کاهش فراهمی ATP متوقف می‌سازند. سلامت و کارایی غشای سلول برای حفظ مواد محلول در جریان انتقال و بازبودن منافذ صفحه غربالی برای جرکت رو به جلو این جریان لازم است. چهارم آنکه فرضیه جریان فشاری به وجود یک شیب فشار مثبت نیاز دارد بدین منظور باید فشار تورژسانس عناصر غربالی منبع، بیشتر از عناصر غربالی مخزن باشد و اختلاف فشار نیز به اندازه باشد که بر مقاومت مسیر غلبه کرده و مواد را با سرعتی معادل آنچه اندازه‌گیری شده، حرکت دهد.
ممکن است مکانیزم انتقال در آوند آبکش بازدانگان با نهاندانگان متفاوت باشد
سلول‌های غربالی بازدانگان، از بسیاری جهات مشابه اجزای لوله‌های غربالی بازدانگان می‌باشند البته سطوح غربالی سلول‌های غربالی نسبتاً غیرتخصصی هستند و به نظر نمی‌رسد که دارای منافذ باز باشند این منافذ به وسیله غشاهای متعددی که به شبکه آندوپلاسمی صاف مجاور سطوح غربالی متصلند، پر شده‌اند. قطعاً چنین منافذ با نیازهای فرضیه جریان فشاری تضاد دارد. به هر حال یا این تصاویر الکترونی با مشکلی در فرایند تثبیت همراه هستند یا مکانیزم دیگری درانتقال بازدانگان ایفای نقش کرده‌است که شاید شبکه آندوپلاسمی در آن نقش مهمی دارد.
حرکت مواد آلی در گیاه
ترکیبات آلی گیاهان، درون آوندهای آبکشی حرکت می‌کنند. حرکت ترکیبات آلی در گیاه نسبت به حرکت آب پیچیده‌تر است چون ترکیبات آلی باید از طریق سیتوپلاسم زنده آوندهای آبکشی عبور کنند. ترکیبات آلی در تمام جهات در آوند آبکشی حرکت می‌کنند و قادر به انتشار از غشای پلاسمایی نیستند. مدل جریان فشاری یا جریان توده ای برای جابجایی مواد آلی در گیاه پیشنهاد می‌شود. این مدل شامل ۴ مرحله زیر است:
مرحله ۱ – قندی که در سلول‌های برگ تولید می‌شود به روش انتقال فعال وارد سلول‌های آوند آبکشی می‌شود (بارگیری آبکشی)
مرحله ۲ – وقتی که غلظت قند در آوند آبکشی افزایش می‌یابد پتانسیل آب کاهش می‌یابد. در نتیجه آب به روش اسمز از آوند چوبی وارد آوند آبکشی می‌شود.
مرحله ۳ – فشار در داخل سلول‌های آوند آبکشی افزایش می‌یابد و در نتیجه قند به همراه محتویات دیگر شیره پرورده به صورت جریان توده ای به حرکت در می‌آید.
مرحله ۴ – قند موجود در شیره پرورده به روش انتقال فعال وارد محل مصرف می‌شود (باربرداری آبکشی)
گردش شیره پرورده در گیاهان
دید کلی
محیط داخلی یا آب میان بافتی به آن صورت که در جانوران پر سلولی وجود دارد در گیاهان مشاهده نمی‌شود. راه‌ها و مکانیسم انتقال نیز در آن‌ها هنوز به‌طور کامل شناخته نشده ولی لزوم و اهمیت گردش ترکیبات مختلف در گیاه مورد تأیید است. مبادله مواد غذایی، ترکیبات زاید و هورمون‌ها در گیاهان اغلب، سلول به سلول انجام می‌گیرد. دو نوع شیره در گیاهان یافت می‌شود، شیره خام و شیره پرورده.
شیره خام بیشتر حاوی آب و املاح است که توسط ریشه‌ها جذب می‌شود و توسط آوندهای چوبی به طرف اندام‌های فتوسنتزکننده هدایت می‌شوند. شیره پرورده حاوی محصولات فتوسنتز است که بیشتر مواد آلی هستند که از برگ‌ها به سوی اندام‌های مصرف‌کننده یا ذخیره‌کننده توسط آوندهای آبکش هدایت می‌شود. در این مبحث، شیره پرورده، ترکیبات آن و سرعت انتقال آن بحث می‌شود.
ترکیب شیره پرورده
شیره پرورده محلول غلیظ و چسبنده‌ای است که دارای ترکیبات قندی به مقدار ۱۰ – ۵ درصد است. استخراج آن از گیاه به غیر از دو لپه‌ای‌های درختی که آوندهای آبکش محل مشخصی داشته و شیره پرورده با ایجاد یک شکاف ساده به خارج راه پیدا می‌کند، کار آسانی نیست. شیره پرورده محتوی ۲۱ – ۱۰ درصد ماده خشک است و ۹۰ درصد این مقدار گلوسیدها مخصوصاً از ساکارز تشکیل شده‌است.
مقدار قندها در ساقه گیاه از بالا به طرف پایین کاهش حاصل می‌کند. غلظت کل اسیدهای آمینه بر حسب گونه گیاه یک درصد است. اسیدهای آلی به مقدار بسیار کم در شیره پرورده وجود دارند. ترکیبات معدنی نیز به مقدار قابل توجهی در آوندهای آبکش منتقل می‌شوند. از ترکیبات معدنی می‌توان کلسیم، پتاسیم و منیزیم را نام برد.
مسیر شیره پرورده
هارتیگ که در سال ۱۸۳۷ وجود آوندهای آبکش را در گیاهان کشف کرد، آن‌ها را مسیر حرکت شیره پرورده معرفی کرد. ترکیبات قندی حاصل از انجام فتوسنتز یا ترکیباتی که روی اندام‌های هوایی پاشیده می‌شوند به وسیلهٔ آوندهای آبکش منتقل می‌شوند. در درختان قندها در فصل زمستان به صورت نشاسته در اشعه مغزی استوانه مرکزی ذخیره شده و در فصل بهار مجدداً به صورت قندهای محلول درمی‌آید و قسمتی از آن وارد سلول‌های چوبی و آوندهای چوبی می‌شود. مهاجرت عناصر معدنی در اندام‌های گیاهی و همچنین گردش عناصری که به صورت محلول در اختیار برگ‌های گیاه قرار داده می‌شوند از راه آوندهای آبکش صورت می‌گیرد. اغلب مواد علف کش و بیشتر ویروس‌ها از داخل آوندهای آبکش عبور می‌کنند.
آوندهای آبکش
سلول‌های تخصص یافته‌ای هستند که طول آن‌ها در نهاندانگان بین ۱ – ۰٫۱ میلی‌متر و در بازدانگان بین ۲ – ۱ میلی‌متر و عرض آن‌ها بین ۱۰ – ۱ میکرون تغییر می‌کند. دیواره‌های طولی آن‌ها هیچگونه حالت اختصاصی ندارد و فقط لایه سیتوپلاسمی نیمه تراوایی در تمام طول در مجاورت آن دیده می‌شود. دیواره‌های عرضی آن‌ها از یک یا چند صفحه سوراخدار و آبکش مانند تشکیل شده که از خلال آنها، سیتوپلاسم‌های سلول‌های آبکش بهم متصل، از چندین نقطه با یکدیگر در ارتباط هستند. سلول‌های آبکش در حالت بلوغ بسیاری از محتویات سلول را از دست می‌دهند. سلول مادر آوند آبکش، در اثر تقسیم نامساوی سلول‌های آبکش و سلول‌های همراه را ایجاد می‌کند.
سلول‌های همراه از سلول‌های آبکش کوچکتر هستند و در انتقال مواد شیره پرورده به سلول‌های آبکشی نقش کمکی دارند. در داخل سلول‌های آبکش پروتئینی به نام P-Protein وجود دارد که در هدایت شیره پرورده در این آوندها نقش دارد. این آوندها که از بهم متصل شدن شدن سر به سر سلول‌های آبکشی ایجاد شده‌اند، مادام‌المعر نیستند. بعد از چند سال فعالیت بی‌وقفه با بسته شدن این آوندها در اثر ترشح قند کالوز، می‌میرند و فعالیت آن‌ها خاتمه می‌یابد و آوندهای جدید، جایگزین آن‌ها می‌شود. مجموعه لوله‌های آبکشی و سلول‌های همراه را بافت ذخیره‌ای مخصوصی احاطه می‌کند که بافت پارانشیم نامیده می‌شود.
سرعت شیره پرورده
سرعت شیره پرورده در حدود ۱۰۰ – ۱۰ سانتیمتر در ساعت و اندکی کمتر از سرعت شیره خام است. در اندام‌های جوانتر سرعت شیره پرورده زیادتر بوده در گیاهک گیاهان حدود ۳۰۰ سانتیمتر در ساعت است.
سرعت ترکیبات مختلف در داخل شیره پروده
استفاده از رادیوایزوتوپ نشان می‌دهد که انتقال مواد مختلف در داخل آوندهای آبکش با سرعت یکسانی انجام نمی‌گیرد. زیرا موقعی که عناصر مختلف نظیر فسفر، پتاسیم، کلر، گوگرد، منزیم، و کلسیم نقطه مشخصی از گیاه مثلاً در برگ تزریق می‌شود دو عنصر فسفر و پتاسیم خیلی سریع، عناصر کلر، گوگرد و منزیم کندتر و عنصر کلسیم خیلی کند در داخل گیاه منتشر می‌شود. در بین قندها، ساکارز از سایر قندها سریعتر جابجا می‌شود و در بین اسیدهای آمینه، آلانین، سرین و آرژنین. سرعت انتقال مواد مختلف در آوندهای آبکش خیلی دور از یکدیگر نبوده ولی تفاوت معنی‌داری با یکدیگر دارند.
عوامل مؤثر بر سرعت شیره پرورده
یکی از عوامل مؤثر بر سرعت شیره پرورده، دما است. پایین بودن شبانه دما، سرعت شیره پرورده را تا حد ۴/۱ مقدار آن در روز کاهش می‌دهد. لزوم اکسیژن برای مهاجرت شیره پرورده مورد تردید است. بعضی از مواد بازدارنده اعمال متابولیسمی نظیر اسید سیانیدریک، ۲و۴- دی نیتروفنل و ارسنات مانع حرکت مواد شیره پرورده می‌شوند. کشتن سلول‌های قطعه کوچکی از ساقه یک گیاه با بخار آب، نیز باعث قطع انتقال شیره پرورده در این نقطه می‌شود. از این روش برای تخریب کامل آوندهای آبکش در گیاهانی که واجد آوندهای آبکش داخلی هستند مانند سیب زمینی، استفاده می‌شود.
مکانیسم گردش شیره پرورده
در این مورد تئوری‌های زیادی از سال ۱۹۳۰ تا به امروز مطرح شده‌است که می‌توان تئوری دخالت نیروی اسمزی در گردش شیره پرورده، تئوری دخالت پدیده انتشار، تئوری دخالت متابولیسم گیاه، هدایت شیره پرورده و متابولیسم آوندهای آبکش و تئوری جدید را نام برد. در تئوری جدید، هدایت ترکیبات مختلف در آوندهای آبکش در قسمتی از مسیر به کمک مکانیسم‌های فیزیکی و غیرفعال و در قسمت دیگر به کمک مکانیسم‌های متابولیسمی و فعال انجام می‌شود.
چشم‌انداز
بدون شک گیاهان نمی‌توانند تنها با شیره خام که توسط ریشه‌ها از خاک جذب می‌شود فعالیت کنند و زنده بمانند. همانند جانوران که قادر به زنده با آب خالی نیستند. شیره خام توسط پدیده فتوسنتز به شیره پرورده تبدیل می‌شود و توسط آوندهای آبکش به همه قسمت‌های گیاه منتقل می‌شود. زنده بودن سلول‌های آبکشی لازمه این انتقال است. ارتباط و تبادلاتی هم بین مواد آوندهای چوبی و آبکشی در حین انتقال آن‌ها وجود دارد.

## تقسیم و تشخیص مواد فتوسنتزی
تقسیم، تنظیم مقادیر کربن تثبیت شده به مسیرهای مختلف متابولیکی می‌باشد در این منابع این مکانیزم‌های تنظیمی، مقدار کربن اختصاص یافته برای ذخیره (معمولاً به صورت نشاسته) متابولیزم در سلول‌های منبع یا انتقال فوری به بافت‌های مخزن را معین می‌کند. تخصیص، توزیع متفاوت مواد فتوسنتزی در کل گیاه است. مکانیزم‌های تخصیصی، میزان کربن تثبیت شده برای هر یک از بافت‌های مخزن را تعیین می‌کنند. از آنجا که بارگیری، تخلیه، تقسیم و تخصیص مواد فتوسنتزی در تعیین باروری محصولات زراعی نقش دارند لذا شدیداً مورد توجه قرار گرفته‌اند.